# Eremiaphila monodi
Eremiaphila monodi è una specie di mantide religiosa appartenente al genere Eremiaphila.